# ウィルマ・コザート・ファイン
ウィルマ・コザート・ファイン（Wilma Cozart Fine、1927年3月29日、ミシシッピ州アバディーン - 2009年9月21日、ニューヨーク州ハリソン）は、アメリカの音楽プロデューサー。彼女は何百ものレコードをプロデュースしてきたが、特にマーキュリー・レコードでの「マーキュリー・リヴィング・プレゼンス・シリーズ」が有名である。2009年の「ニューヨーク・タイムズ」紙の死亡記事によれば、これらのレコードは「音の深みとリアリズムから、コレクターの間で高く評価されている」という。
テキサス州フォートワースで育った彼女は、北テキサス大学に通い、北テキサス大学音楽学部とビジネス学部で音楽教育を学んだ。
2011年、コザート・ファインは、レコード業界への多大な貢献により、没後にグラミー理事会賞を受賞した。